# Persuasione (film 1995)
Persuasione (Persuasion) è un film del 1995 diretto da Roger Michell.
Il soggetto è tratto dall'omonimo romanzo di Jane Austen.

## Trama
Nell'Inghilterra del 1814, la ventisettenne Anne Elliot vive una vita opprimente con suo padre, Sir Walter Elliot di Kellynch Hall, e sua sorella maggiore Elizabeth, entrambi incurabili snob. Otto anni e mezzo prima, Anne è stata persuasa a rifiutare un'offerta di matrimonio dall'uomo che amava, un giovane ufficiale navale senza posizione o fortuna. Ora, dopo le guerre napoleoniche, il capitano Wentworth ha guadagnato rango e denaro, e il caso li ha fatti ritrovare. Anne è costretta a confrontarsi con dei pensieri su ciò che sarebbe potuto essere mentre osserva Wentworth corteggiare la sorella di suo cognato, Louisa. Ma un incidente induce Wentworth a rendersi conto di chi veramente ha a cuore e segue Anne fino a Bath. Ma anche suo cugino William, l'erede di Kellynch Hall, la insegue e si vocifera che sia fidanzato con Anne. La ragazza sarà quindi spinta a superare quest'ultimo ostacolo prima di poter convincere il capitano Wentworth a conoscere la vera natura dei suoi affetti.